# Radovan Vojvodić
Radovan Vojvodić, črnogorski general, * 27. november 1922, † ?.

## Življenjepis
Leta 1940 je postal član KPJ in naslednje leto je postal pripadnik NOVJ. Med vojno je bil na različnih partijsko-političnih položajih.
Po vojni je bil jugoslovanski predstavnik pri silah OZN v Egiptu, vojaški ataše v Grčiji in Združenem kraljestvu, načelnik katedre v VVA JLA, namestnik glavnega urednika Vojne enciklopedije, načelnik uprave v SSNO,...